# Nemocnice Břeclav
Nemocnice Břeclav je zdravotnické zařízení v Břeclavi v Jihomoravském kraji. Nachází se nedaleko středu města, při ulici U Nemocnice, vedle polikliniky. Disponuje 419 lůžky. Nemocnice funguje jako příspěvková organizace Jihomoravského kraje.

## Historie
Státem provozované nemocnice Valtice a Hustopeče ve druhé polovině 20. století již nevyhovovaly soudobým potřebám, proto byl v 70. letech vypracován projekt nové nemocnice v Břeclavi v lokalitě Štěpnice, bezprostředně vedle stávající polikliniky.
Její stavba byla zahájena v květnu 1986 a první etapa byla zprovozněna v říjnu 1992, kdy se do Břeclavi přestěhovala část oddělení z Valtic a Hustopečí. K dokončení břeclavské pavilonové nemocnice došlo roku 1996, tehdy sem byla přemístěna některá hustopečská a zbylá valtická oddělení (provoz tamního areálu následně převzala soukromá společnost), vyjma infekčního, které bylo přestěhováno roku 2002.
Krajská příspěvková organizace Nemocnice Břeclav vznikla roku 2003.